# Bordes de Son
Les Bordes de Son, o d'Ison (IPA: [ˈdʒon]), és un poblat de bordes del terme municipal de Lladorre, a la comarca del Pallars Sobirà.
Estan situades a la dreta del Riu de Lladorre, també a la dreta del Riu de Son, a l'alta vall del Riu de Lladorre, en el paratge de Ribafreda. Són al nord-oest de les Bordes d'Artamont, i a ponent de les Bordes de Cabullera, en el vessant sud-est de la Serra Marinera.
Tot i que es tractava d'un grup de bordes, amb aparença de poble, no arribava a ser-ho, ja que, d'una banda, no tenia població permanent, sinó tan sols en les èpoques que els treballs en els prats i la muntanya feien que s'hi visqués, i de l'altra, no tenia cap dels serveis propis d'un poble (església, cementiri, botiga, etc.). Tanmateix, en aquest lloc hi havia hagut el poble d'Ison.